# District de Mandimba

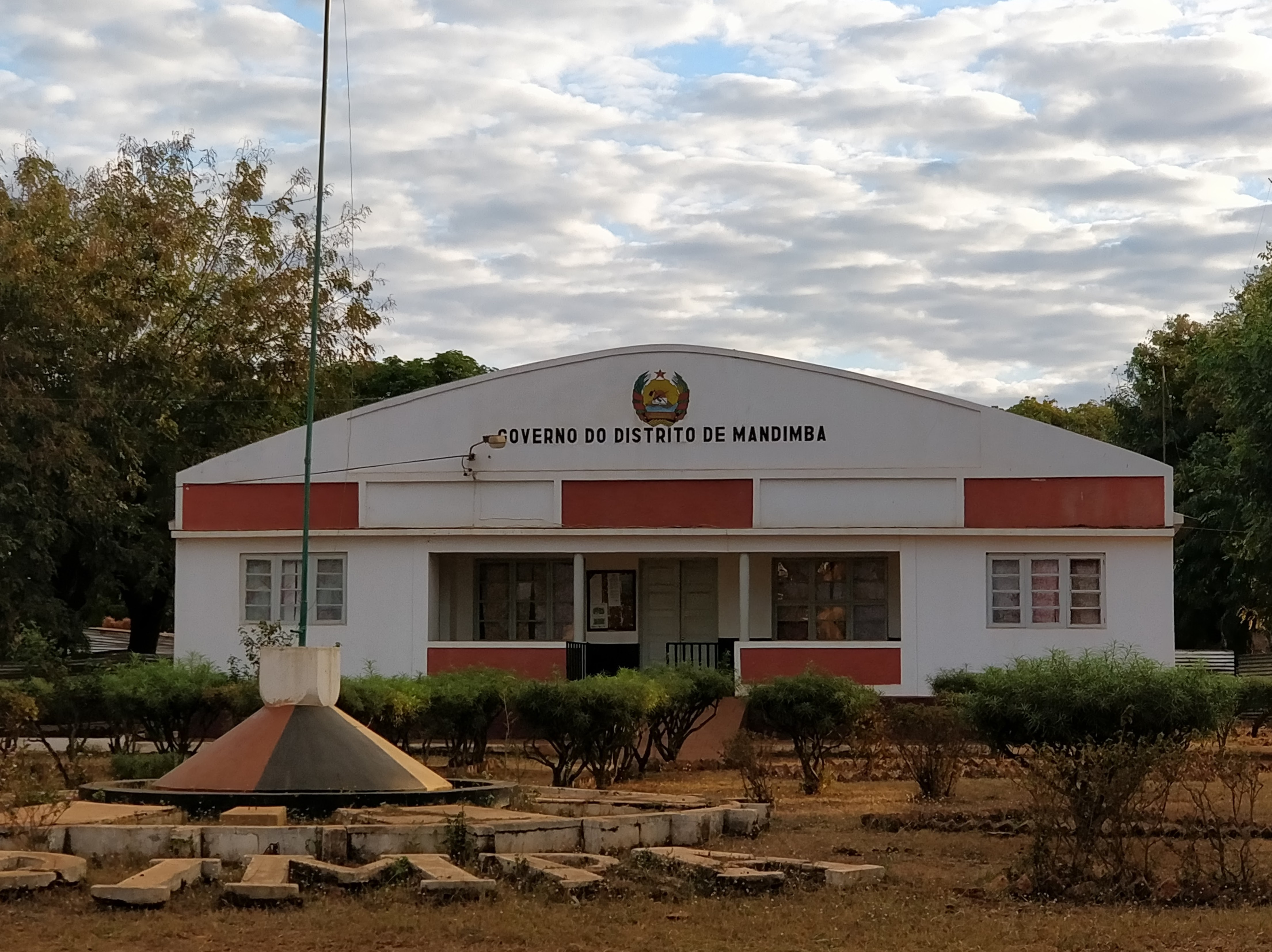
Siège de l'administration du district de Mandimba

Le district de Mandimba est une subdivision administrative de la province de Niassa au nord du Mozambique. En 2007, sa population est de 133 648 habitants.

## Source de la traduction
- (pt) Cet article est partiellement ou en totalité issu de l’article de Wikipédia en portugais intitulé « Mandimba (distrito) » (voir la liste des auteurs).